# Kalaidjii, Veliko Tărnovo
Kalaidjii (în bulgară Калайджии) este un sat în comuna Zlatarița, regiunea Veliko Tărnovo,  Bulgaria. 

## Demografie
Componența etnică a satului Kalaidjii
     Turci (19,69%)
     Bulgari (65,9%)
     Nicio identificare (14,39%)
     Romi (0%)
La recensământul din 2011, populația satului Kalaidjii era de 132 locuitori. Din punct de vedere etnic, majoritatea locuitorilor (65,9%) erau bulgari, cu o minoritate de turci (19,69%). Pentru 14,39% din locuitori nu este cunoscută apartenența etnică.